# Себастьян Піньєра
Мігель Хуан Себастьян Піньєра Еченіке (ісп. Miguel Juan Sebastián Piñera Echenique, МФА: [miˈɣel ˈxwan seβasˈtjan piˈɲeɾa eʧeˈnike]; нар. 1 грудня 1949, Сантьяго — 6 лютого 2024) — чилійський економіст, бізнесмен і політик, 34-й та 36-й Президент Чилі (2010—2014 та 2018—2022 роки). Член правоцентристської партії Національне оновлення, колишній сенатор Республіки в 1990—1998 роках.

## Життєпис
Народився 1 грудня 1949 року в Сантьяго, столиці Чилі. Був третьою дитиною в сім'ї Хосе Піньєри Карвалла і Магдалени Еченіке Розас.
За рік після його народження родина Піньєр-Еченіке переїхала до Бельгії, де батько був послом у Бельгії. Потім родина на чотири роки оселилася в Нью-Йорку, де голова сім'ї працює в корпорації з просування продукції, таким чином відкривши перше офіційне представництво країни.

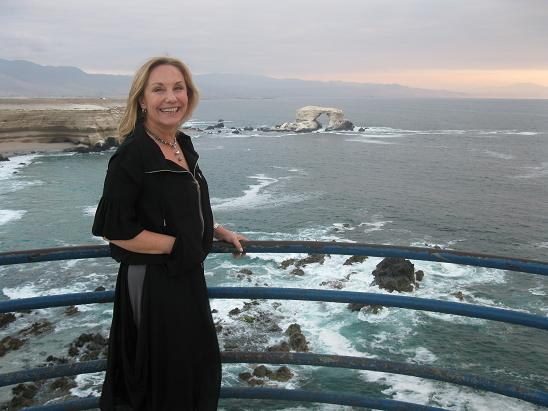
Сесілія Морель, дружина Себастьяна Піньєри.

### Освіта
Вступив на факультет економіки Папського католицького чилійського університету на спеціальність комерційна інженерія, який закінчив 1971 року. Отримав стипендію Рауля Івера, як найосвіченіший сучасник.
1973 року вирушив до Бостону, аби продовжувати навчання в економічній аспірантурі Гарварда, платню частково покривала здобута стипендія Фулбрайта. Мешкав разом зі своїм братом Хосе, який займався за тією ж навчальною програмою, на рік старшою.
У перший же день навчання 11 вересня в Чилі відбувся переворот на чолі з Августо Піночетом. Професор Кеннет Ерроу, лауреат Нобелівської премії в галузі економіки, повідомив про це перед усією аудиторією. Піньєра вирушив до департаменту, де й побачив по телебаченню події, що відбулися.
Після трьох років, 1975 року, він завершив навчання зі званням доктора економіки. Його докторська дисертація вийшла під заголовком «Економіка освіти в країнах, що розвиваються. Збірник статей», складалася з трьох нарисів, два з яких були написані у співпраці з Марселом Селовським. 1976 року родина повернулася до Чилі.

### Президентство

#### Каденція 2005—2014 років
2005 року брав участь у президентських перегонах, проте зазнав поразки від соціалістки Мішель Бачелет.
На вибори президента 2009 року був знову висунутий, як кандидат від Коаліції за зміни, і в першому турі набрав трохи більше за 44 % голосів. У другому турі виборів, що відбувся 17 січня, отримав 51,61 %, тобто 3 563 050 голосів, і обраний на президентство на 2010—2014 роки. 11 березня 2010 року Себастьян Піньєра приступив до виконання президентських обов'язків.
Займав президентський пост до 11 березня 2014 року; його наступницею стала Мішель Бачелет, яка була президентом і до Піньєри.

#### Друга каденція (з березня 2018 до березня 2022 року)
За результатами виборів Президента Чилі 2017 року Себастьян Піньєра був обраний 51-м президентом держави; він офіційно вступив на посаду 11 березня 2018 року.

### Скандали

#### Порушення маскового режиму
Себастьян Піньєра отримав штраф за порушення маскового режиму в громадському місці. Сума штрафу становить 2,5 млн песо (близько 3,5 тисячі доларів). Про правопорушення президент Піньєра заявив сам.

#### Звинувачення в корупції та початок процедури імпічменту
У жовтні 2021 року опозиційні парламентарії запустили процедуру імпічменту главі держави у зв'язку з можливими порушеннями при продажу гірничодобувної компанії. Подробиці цієї Угоди з'явилися в витоку «папери Пандори». Один з ініціаторів процедури імпічменту, депутат нижньої палати Хайме Наранхо заявив, що Піньєра «відкрито порушив Конституцію».

### Загибель
7 лютого 2024 року, за повідомленням агентства Reuters, вертоліт, на борту якого перебував 74-річний Піньєра та ще троє людей, впав у озеро на півдні Чилі. Колишнього президента рятувальники знайшли мертвим, інші троє пасажирів вертольоту — вижили.